# Ndtoua
Ndtoua ou Ndoua est un village du Cameroun situé dans la région du Sud et le département de l'Océan. Il fait partie de la commune de Bipindi et se trouve à 51 km de Kribi sur la route qui lie Bipindi à Kribi.

## Population
En 1966, la population était de 522 habitants. Le village disposait avant 1966 d'une exploitation forestière. Lors du recensement de 2005, le village comptait 725 habitants dont 328 hommes et 397 femmes, principalement de Ngoumba.